# Jean Seitlinger

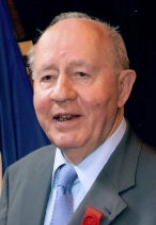
Jean Seitlinger

Jean Seitlinger (* 16. November 1924 in Saint-Louis-lès-Bitche; † 1. September 2018 in Rohrbach-lès-Bitche) war ein französischer Politiker.

## Leben
Jean Seitlinger studierte Rechtswissenschaften. Im Jahr 1956 trat er dem christdemokratischen Mouvement républicain populaire (MRP) bei und engagierte sich politisch im Département Moselle. Noch im gleichen Jahr wurde er für den Wahlkreis 5 seines Départements in die französische Nationalversammlung gewählt und saß bis 1962 im Parlament. Im Jahr 1973 wurde er erneut gewählt und saß dann ununterbrochen bis 1997 in der Nationalversammlung. Mit der Eingliederung der MRP in das Centre des démocrates sociaux (CDS) wurde Seitlinger Mitglied des CDS. Als diese 1978 in der Union pour la démocratie française (UDF) aufging, wechselte Seitlinger dorthin. Von 1976 bis 1983 war er erster Generalsekretär der Europäischen Volkspartei.
Von 1958 bis 1970 und von 1977 bis 1994 war er Mitglied des Départementrates von Moselle (Conseil départemental de la Moselle). Im Jahr 1977 wurden außerdem zum Bürgermeister seines Heimatortes Rohrbach-lès-Bitche gewählt und blieb bis 1995 im Amt.
Bei der ersten Europawahl zum Europäischen Parlament im Juni 1979 wurde er in das Europäische Parlament gewählt und vertrat dort Frankreich bis 1984.
Jean Seitlinger war verheiratet mit Georgette (geborene Undreiner). Das Paar hat zwei Kinder.

## Ehrungen
Das „Collège Jean Seitlinger“ in Rohrbach-lès-Bitche trägt Seitlingers Namen.

## Werke
- mit Hans August Lücker: Robert Schuman und die Einigung Europas. Bouvier Verlag, Bonn 2000, ISBN 978-3-416-02891-2